# Ї
Ї, ї は、キリル文字のひとつ。І にトレマないしウムラウトを付した文字で、ラテンアルファベットの Ï と同形。現在はウクライナ語とルシン語でのみ用いられるが、教会スラヴ語やピョートル大帝以前のロシア語でも用いられていた。

## 呼称
- ウクライナ語：イィー；非円唇前舌狭母音
- ロシア語：イークラートコイェジェシャジェリチノイェ（И десятеричное краткое / І десятеричное краткое、短い10のイー）
- ブルガリア語：イークラートコデセチチノ（И десетично кратко / І десетично кратко、短い10のイー）

## 音素
ウクライナ語では /ji/ を表す。

## アルファベット上の位置
ウクライナ語の第13字母である。

## Їに関わる諸事項
- ラテン文字への転写では、ji と書かれることが多く、またこの転写が推奨されているようであるが、ijと書かれることもある[要出典]。
- 日本語への転写では、「イィ」や「ユィ」[要出典]、「イ」と転写される。
- ґ や є などと同様、ウクライナ語でしか使用されない文字であるため、ウクライナの独立の象徴とされる事がある[1]。

## 符号位置
| 大文字 | Unicode | JIS X 0213 | 文字参照        | 小文字 | Unicode | JIS X 0213 | 文字参照        | 備考 |
| ------ | ------- | ---------- | --------------- | ------ | ------- | ---------- | --------------- | ---- |
| Ї      | U+0407  | ‐          | &#x407; &#1031; | ї      | U+0457  | ‐          | &#x457; &#1111; |      |